# Аркадий Иванович Свидригайлов
Арка́дий Ива́нович Свидрига́йлов — один из центральных персонажей романа Фёдора Михайловича Достоевского «Преступление и наказание». Вместе с персонажем Лужина образует в романе систему двойников Родиона Раскольникова.

## Свидригайлов в романе
Свидригайлову около 50 лет. Он дворянин, служивший в кавалерии, «не без связей». Вдовец (покойную жену звали Марфа Петровна), влюблён в сестру Раскольникова Дуню (Авдотью Романовну). Впервые упоминается в письме матери Раскольникова к сыну. Далее прибывает в Петербург и знакомится с Раскольниковым, прося его об устройстве свидания с Дуней, но получает отказ. Случайно селится по соседству с Соней Мармеладовой и, подслушав её разговор с Раскольниковым, узнаёт, кто убил старуху-процентщицу, после чего рассказывает Раскольникову, что подслушал разговор и всё знает, однако обещает хранить молчание. Далее Раскольников встречает Свидригайлова в трактире. После встречи с Раскольниковым Свидригайлов заманивает к себе на квартиру Дуню, где Дуня чуть не убивает его выстрелом из пистолета. Окончательно поняв, что его чувство любви безответно, Свидригайлов вскоре кончает жизнь самоубийством.

## Внешность
Глазами автора в начале романа:

Это был человек лет пятидесяти, росту повыше среднего, дородный, с широкими и крутыми плечами, что придавало ему несколько сутуловатый вид. Был он щегольски и комфортно одет и смотрел осанистым барином. В руках его была красивая трость, которою он постукивал, с каждым шагом, по тротуару, а руки были в свежих перчатках. Широкое, скулистое лицо его было довольно приятно, и цвет лица был свежий, не петербургский. Волосы его, очень ещё густые, были совсем белокурые и чуть-чуть разве с проседью, а широкая, густая борода, спускавшаяся лопатой, была ещё светлее головных волос. Глаза его были голубые и смотрели холодно-пристально и вдумчиво; губы алые. Вообще это был отлично сохранившийся человек и казавшийся гораздо моложе своих лет… 
Глазами Раскольникова ближе к концу романа:

Это было какое-то странное лицо, похожее как бы на маску: белое, румяное, с румяными, алыми губами, с светло-белокурою бородой и с довольно ещё густыми белокурыми волосами. Глаза были как-то слишком голубые, а взгляд их как-то слишком тяжёл и неподвижен. Что-то было ужасно неприятное в этом красивом и чрезвычайно моложавом, судя по летам, лице. Одежда Свидригайлова была щегольская, летняя, легкая, в особенности щеголял он бельём. На пальце был огромный перстень с дорогим камнем…

## Характер
Свидригайлов спокойный, уравновешенный в общении человек. Образован, воспитан. Имеет двойственный характер. С одной стороны, он обычный, нормальный, трезвомыслящий человек, каким он и предстает перед Раскольниковым, с другой стороны, мать Раскольникова, Дуня и Лужин говорят о нём как о человеке бесконечно развратном, сладострастном, злом и циничном. С одной стороны, он насильник, отравитель и губитель, с другой стороны, жертвует деньги Соне и сиротам Мармеладовым, предлагает помощь Раскольникову. Говорит обычно монотонно, но будто с какой-то ухмылкой, как человек много повидавший, вкусивший и знающий цену себе и людям. Несколько суеверен, возможно, стал таковым в последнее время жизни, после смерти жены, которую, как считают многие, он отравил и дух которой является к нему.

## Прототипы
Фамилия Свидригайлов отражает противоречивую, изворотливую сущность этого героя. Достоевский, интересуясь историей своего рода (имеющего литовские корни), обратил, вероятно, внимание на имя литовского великого князя Свидригайло и созвучие с немецким словом geil — похотливый, сладострастный. Кроме того, в одном из фельетонов журнала «Искра» (1861, № 26), который входил в круг чтения Достоевского, шла речь о некоем бесчинствующем в провинции Свидригайлове — личности «отталкивающей» и «омерзительной». В образе Свидригайлова, в какой-то мере, запечатлён психологический облик одного из обитателей Омского острога — убийцы из дворян Аристова (в «Записках из Мёртвого дома» он выведен как А—в)..

## Актёры, сыгравшие Свидригайлова
- Питер Шаров (1923, США) Александр Балуев — исполнитель роли Свидригайлова в российском телефильме 2007 года
- Дуглас Дамбрилль (1935, США)
- Бернар Блие (1956, Франция)
- Ефим Копелян (1969, СССР)

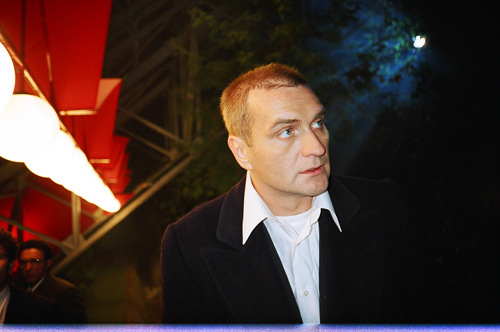
Александр Балуев — исполнитель роли Свидригайлова в российском телефильме 2007 года

- Энтони Бэйт (1979, Англия, телефильм)
- Владимир Высоцкий (1979, СССР, Театр на Таганке)
- Ричард Бреммер (1998, Англия, телефильм)
- Александр Балуев (2007, Россия, телефильм)
- Евгений Дятлов (2012, МХТ им. А. П. Чехова)
- Игорь Гордин (2015, МТЮЗ)
- Дмитрий Щербина (Театр имени Моссовета, режиссёр Юрий Ерёмин)
- Александр Яцко (Театр имени Моссовета, режиссёр Юрий Ерёмин)
- Дмитрий Лысенков (2016, Александринский театр)
- Евгений Вальц (2016, Театр мюзикла)
- Александр Маракулин (2016, Театр мюзикла)
- Владислав Абашин (2024, Россия, телесериал)